# Александр (Казанский)
Епи́скоп Алекса́ндр (в миру Аполло́н Никола́евич Каза́нский; 1870, Нижегородская губерния — 14 мая 1924, Сергач) — деятель обновленчества, обновленческий епископ Сергачский.

## Биография
Родился в 1870 году в Нижегородской губернии в семье священника. В 1885 году окончил Лысковское духовное училище, после чего поступил в Нижегородскую духовную семинарию, которую окончил в 1891 году.
7 июля 1891 года рукоположен в сан священника и назначен к Екатерининской церкви села Шеменьевки Васильсурского уезда Нижегородской губернии. Здесь же, с 1892 по 1896 год, традиционно для сельского священника, преподавал в местной церковно-приходской школе Закон Божий.
27 января 1896 года, согласно указу Духовной консистории, перемещён на службу в село Ягодное Княгининского уезда Нижегородской губернии, где до 1901 года преподавал в приходской школе.
В 1901 году переведён в село Чёрное Балахнинского уезда той же губернии. Здесь он в течение трёх последующих лет преподавал в местном земском училище.
Во время русско-японской войны епархиальным начальством командирован в 306-й Ковровский полк, где он с 15 ноября 1904 года по 15 марта 1906 года служил законоучителем в учебной команде.
С 1908 года — священник Троицкой церкви села Чёрного Балахнинского уезда Нижегородской губернии. 14 марта 1912 года награждён камилавкой.
В 1914 году овдовел, будучи к том времени отцом троих взрослых, детей. В том же году уволился за штат и поступил в Петроградскую духовную академию, которую окончил в 1918 году со степенью кандидата богословия и, покинув революционный Петроград, вернулся в Нижегородскую епархию.
В 1919 году назначен настоятелем Казанской церкви села Вельдеманово Княгининского уезда.
В 1921 году арестовали со стандартному в те времена обвинением «за антисоветскую агитацию» и приговорён к полутора годам принудительных работ. По ходатайству Вельдемановского приходского совета через четыре месяца после ареста попал под амнистию и был освобождён.
В марте 1922 года Патриарх Тихон и Священный Синод избран епископом Сергаченским, викарием Нижегородской епархии, с тем, «чтобы по предварительном пострижении в монашество и возведении в сан архимандрита наречение и хиротония его в сан епископа совершены были в Нижнем Новгороде».
15 апреля 1922 года принял монашество с именем Александр. 16 апреля того же года возведён в сан архимандрита. 17 апреля 1922 года хиротонисан во епископа Сергачского, викария Нижегородской епархии.
В том же году последовал за своим правящим архиереем Евдокимом (Мещерским), уклонившемся в обновленческий раскол.
В апреле-мае 1923 года был заместителем председателя Нижегородского обновленческого епархиального управления.
Скончался 14 мая 1924 года в Сергаче.